# Молодые социалисты (диссиденты, СССР)
«Молоды́е социали́сты» — неофициальное название подпольного социалистического кружка в Москве, действовавшего в 1977—1982 годы. Основными деятелями объединения были Андрей Фадин, Павел Кудюкин (сотрудники ИМЭМО) и Борис Кагарлицкий (студент ГИТИСа).

## История развития
Кружок оформился весной-летом 1977 года на основе группы друзей, существовавшей со времён учёбы на истфаке МГУ в 1971—1976 годах, прежде всего Павла Кудюкина и Андрея Фадина.
С осени 1977 года кружком издавался машинописный общественно-политический альманах «Варианты» (всего 4 выпуска, материалы выпуска по проблемам культуры были уничтожены при ожидании обысков в начале 1980 года, материалы 5 выпуска были изъяты при провале кружка), с лета 1979 года — популярно-пропагандистский журнал «Левый поворот» (с № 3/4 — «Социализм и будущее», всего 16 номеров).
К осени 1978 года определились идейный спектр и «центр» кружка. Последний состоял из Бориса Кагарлицкого, Павла Кудюкина, Михаила Ривкина, Андрея Фадина, Юрия Хавкина, Владимира Чернецкого. Вокруг них существовал «близкий круг» (участие в подготовке материалов для изданий кружка, техническая работа, финансовая поддержка, предоставление квартир для встреч или размножения материалов, активное участие в обмене сам- и тамиздатом, с некоторыми из участников «близкого круга» проводились занятия по конспирации). Численность этой части сообщества можно оценить в 40—50 человек, в том числе и вне Москвы (Минск, Казань, Владимир, Петрозаводск). Общая сфера влияния кружка доходила до 300 человек.
Идейные позиции располагались в спектре от «левого еврокоммунизма» (Кагарлицкий) до правой социал-демократии  (Хавкин, Чернецкий). При плюрализме взглядов участников кружка их объединяло неприятие антидемократичности бюрократического режима в СССР, неэффективности и социальной несправедливости советской социально-экономической системы. Изменение политического и социально-экономического строя виделось студентам как результат кризиса, который приведет к расколу властвующей элиты и появлению массового социального движения, которое принудит «либерально-реформистское» крыло элиты к реформам. Такая перспектива рассматривалась как достаточно отдаленная. В качестве первоочередной стратегической задачи выдвигалась поддержка разнообразных независимых общественных инициатив как ростков будущего гражданского общества, особо подчеркивалась необходимость развития свободных профсоюзов.

## Связи с другими организациями
Кружок был прямо или косвенно связан с правозащитными кругами в Москве, с редакцией самиздатского журнала «Поиски», со Свободным межотраслевым объединением трудящихся (одна из первых попыток создать свободный профсоюз), с ленинградскими, прибалтийскими и закавказскими диссидентами, с группой «религиозных самиздатчиков», с представителями оппозиции в ГДР и с польской «Солидарностью».
При содействии кружка летом 1979 года были изготовлены 10 экземпляров машинописного журнала на белорусском языке «Новая Наша Ніва» № 1.
По косвенным данным, не позже осени 1979 года деятельность кружка попадает в поле зрения КГБ (отдельные участники были предметом его внимания много раньше).
С осени 1981 года началось обсуждение создания более формальной организационной структуры, которую предполагалось назвать «Московская демократическая социалистическая федерация» или «Федерация демократических сил социалистической ориентации».

## Репрессии против «Молодых социалистов»
В 1982 году лидеры кружка были арестованы. Процесс над ними получил название «Дело „Молодых социалистов“» (по выражению итальянского журналиста Джульетто Кьеза). По словам П. М. Кудюкина, сначала было возбуждено дело против Б. Ю. Кагарлицкого и обыски формально шли по нему. 
По словам Г. И. Мирского, дело стало началом масштабной кампании против директора ИМЭМО члена ЦК КПСС Н. Н. Иноземцева, организованной секретарём ЦК Зимяниным.
Параллельно шли проверки деятельности ИМЭМО, которые подорвали здоровье Иноземцева, скончавшегося от инфаркта в августе 1982 года.
Утром 6 апреля 1982 года у участников «центра» кружка и многих из «ближнего круга» прошли обыски, были арестованы Б. Ю. Кагарлицкий, И. Кондрашев, П. М. Кудюкин, А. Фадин, Ю. Хавкин, В. Чернецкий. 21 апреля в Петрозаводске был арестован А. Шилков, 8 июня в Москве — М. Г. Ривкин (оба придерживались не вполне социалистических взглядов, но участвовали в деятельности кружка). По «делу молодых социалистов» (совокупность нескольких следственных и судебных дел) были допрошены более 200 свидетелей.
Кудюкин уже с конца апреля стал давать откровенные показания, а Кагарлицкий и Фадин — с конца мая. На основе показаний Кудюкина и Фадина было возбуждено более 20 уголовных дел (другими источниками информация не подтверждается). Ривкин отмечал, что первыми по времени были в основном показания Кудюкина
После смерти Брежнева и прихода к власти Андропова дело было «спущено на тормозах»: 28 апреля 1983 года были освобождены в связи с помилованием Кагарлицкий, Кудюкин, Хавкин и Чернецкий. Однако осенью 1982 года были осуждены Шилков и Кондрашев, в июле 1983 — Ривкин. На суде Кагарлицкий, Кудюкин и Фадин давать показания отказались, но показаний на следствии не дезавуировали.

## Дальнейшая судьба
В годы во время и после перестройки Кудюкин, Фадин, Хавкин и Чернецкий принимали активное участие в создании и деятельности Социал-демократической партии России; Кагарлицкий был одним из лидеров Социалистической партии, затем Партии труда; Шилков участвовал в издании независимого журнала «Гласность», а затем работал в газете «Демократическая Россия»; Ривкин эмигрировал в Израиль, где в 1990-х был функционером либеральной партии «Шинуй» и стал раввином, принадлежащим к «консервативному» иудаизму. В 1993 г. эмигрировал в Израиль и Шилков.